# Teodoro Fernández
Teodoro „Lolo“ Fernández Meyzán (20. května 1913 – 17. září 1996) byl peruánský profesionální fotbalista. Celou svou fotbalovou kariéru zasvětil klubu Universitario de Deportes v peruánské Primera División. Byl vítězem, nejlepším hráčem a nejlepším střelcem Mistrovství Jižní Ameriky ve fotbale 1939.
Fernández je nejvýraznějším hráčem v historii klubu Universitario de Deportes, za který hrál celou svou kariéru, šestkrát s ním vyhrál Primera División. Ačkoli sporadicky nastupoval v přátelských zápasech i za jiné kluby, například Alianza Lima a Colo-Colo, oficiálně nikdy nehrál za jiný klub než Universitario. Přezdívalo se mu „El Cañonero“ („Kanonýr“). Fernández byl sedmkrát nejlepším střelcem peruánské Primera División.

## Klubová kariéra
Lolo byl sedmý z osmi dětí Raymundy Meyzánové a Tomase Fernándeze. Fotbal se naučil hrát na základní škole a brzy si ho vyhlédl místní klub Huracán de Hualcará, kde okamžitě vyčníval. Ve věku 16 let ho rodiče poslali do Limy, aby pokračoval ve studiu. Lolo celou kariéru zůstal se svým bratrem Arturem Fernándezem, který byl brankářem Ciclista Lima. Když Arturo přestoupil do prvoligové Universitario de Deportes, přivedl Lola s sebou na trénink a představil ho prezidentovi klubu, účastníkovi Mistrovství světa ve fotbale 1930 Plácidu Galindovi, který se rozhodl ho podepsat. Lolo zůstal v klubu 22 let.
Svůj profesionální debut v dresu Universitario de Deportes si odbyl 29. listopadu 1931 v přátelském utkání proti chilskému klubu CD Magallanes, ve kterém vstřelil jediný gól zápasu. Ve své první sezóně (1932) se stal nejlepším střelcem peruánské ligy, tým skončil druhý. Následující rok se stejný výkon opakoval.
V sezóně 1934 byl Lolo znovu nejlepším střelcem a Universitario de Deportes i s jeho pomocí podruhé v historii získalo ligový titul. Lolo získal celkem 6 ligových titulů, všechny s Universitario de Deportes: 1934, 1939, 1941, 1945, 1946 a 1949.
Během své kariéry několikrát odmítl nabídky týmů například z Chile, Argentiny a Evropy.
Lolo odehrál svůj poslední zápas za Universitario 30. srpna 1953 ve věku 40 let v peruánské Super Classic, během které vstřelil hattrick při vítězství 4:2.
Lolo je nejlepším střelcem Universitario se 156 góly ve 180 zápasech.

## Reprezentační kariéra
Lolo hrál za národní fotbalový tým Peru od roku 1935 do roku 1947 a vstřelil 24 gólů ve 32 zápasech. Je čtvrtým nejlepším střelcem své země v historii.
V roce 1936 reprezentoval Peru na olympijských hrách v Berlíně. Peru se probojovalo do čtvrtfinále poté, co porazilo Finsko (7:3) a Rakousko (4:2). Lolo Fernandez vstřelil celkem 6 gólů ve dvou zápasech.
V roce 1938 na Bolívarovských hrách v Bogotě získal tým Peru zlato.
V roce 1939 vyhrál s národním týmem Mistrovství Jižní Ameriky. Finále se hrálo proti Uruguayi (2:1), která byla v té době pravděpodobně nejlepším týmem na světě, protože Uruguay vyhrála zlato na letních olympijských hrách v letech 1924 a 1928 a vyhrála první mistrovství světa v roce 1930.
Lolo byl nejlepším střelcem turnaje se 7 góly.
| Soutěž                                    | Místo              | Umístění   | Odehrané zápasy | Vstřelené góly |
| ----------------------------------------- | ------------------ | ---------- | --------------- | -------------- |
| Mistrovství Jižní Ameriky ve fotbale 1935 | Peru               | 3. místo   | 3               | 1              |
| Letní olympijské hry 1936                 | Nacistické Německo | Semifinále | 2               | 6              |
| Mistrovství Jižní Ameriky ve fotbale 1937 | Argentina          | 6. místo   | 4               | 2              |
| Bolívarské hry 1938                       | Kolumbie           | Vítězství  | 4               | 3              |
| Mistrovství Jižní Ameriky ve fotbale 1939 | Peru               | Vítězství  | 4               | 7              |
| Mistrovství Jižní Ameriky ve fotbale 1941 | Chile              | 4. místo   | 4               | 3              |
| Mistrovství Jižní Ameriky ve fotbale 1942 | Uruguay            | 5. místo   | 6               | 2              |
| Mistrovství Jižní Ameriky ve fotbale 1947 | Ekvádor            | 5. místo   | 3               | 0              |
| Celkově                                   | Celkově            | Celkově    | 32              |                |

### Reprezentační góly
Skóre a výsledky Peru jsou vždy zapsány jako první.
| #   | Datum             | Místo                      | Soupeř    | Skóre | Výsledek | Soutěž                                    |
| --- | ----------------- | -------------------------- | --------- | ----- | -------- | ----------------------------------------- |
| 1.  | 20. ledna 1935    | Lima, Peru                 | Argentina | 1–0   | 1–4      | Mistrovství Jižní Ameriky ve fotbale 1935 |
| 2.  | 4. srpna 1936     | Berlín, Nacistické Německo | Finsko    | 1–0   | 7–3      | Letní olympijské hry 1936                 |
| 3.  | 4. srpna 1936     | Berlín, Nacistické Německo | Finsko    | 2–0   | 7–3      | Letní olympijské hry 1936                 |
| 4.  | 4. srpna 1936     | Berlín, Nacistické Německo | Finsko    | 3–0   | 7–3      | Letní olympijské hry 1936                 |
| 5.  | 4. srpna 1936     | Berlín, Nacistické Německo | Finsko    | 4–1   | 7–3      | Letní olympijské hry 1936                 |
| 6.  | 4. srpna 1936     | Berlín, Nacistické Německo | Finsko    | 6–1   | 7–3      | Letní olympijské hry 1936                 |
| 7.  | 8. srpna 1936     | Berlín, Nacistické Německo | Rakousko  | 1–0   | 4–2      | Letní olympijské hry 1936                 |
| 8.  | 27. prosince 1936 | Buenos Aires, Argentina    | Brazílie  | 1–2   | 2–3      | Mistrovství Jižní Ameriky ve fotbale 1937 |
| 9.  | 6. ledna 1937     | Buenos Aires, Argentina    | Uruguay   | 1–1   | 2–4      | Mistrovství Jižní Ameriky ve fotbale 1937 |
| 10. | 16. dubna 1938    | Bogotá, Kolumbie           | Kolumbie  | 1–0   | 4–2      | Bolívarské hry 1938                       |
| 11. | 10. května 1938   | Bogotá, Kolumbie           | Kolumbie  | 3–1   | 4–2      | Bolívarské hry 1938                       |
| 12. | 21. května 1938   | Bogotá, Kolumbie           | Bolívie   | 1–0   | 3–0      | Bolívarské hry 1938                       |
| 13. | 15. ledna 1939    | Lima, Peru                 | Ekvádor   | 1–0   | 5–2      | Mistrovství Jižní Ameriky ve fotbale 1939 |
| 14. | 15. ledna 1939    | Lima, Peru                 | Ekvádor   | 3–0   | 5–2      | Mistrovství Jižní Ameriky ve fotbale 1939 |
| 15. | 15. ledna 1939    | Lima, Peru                 | Ekvádor   | 5–1   | 5–2      | Mistrovství Jižní Ameriky ve fotbale 1939 |
| 16. | 22. ledna 1939    | Lima, Peru                 | Chile     | 1–0   | 3–1      | Mistrovství Jižní Ameriky ve fotbale 1939 |
| 17. | 22. ledna 1939    | Lima, Peru                 | Chile     | 2–1   | 3–1      | Mistrovství Jižní Ameriky ve fotbale 1939 |
| 18. | 29. ledna 1939    | Lima, Peru                 | Paraguay  | 1–0   | 3–0      | Mistrovství Jižní Ameriky ve fotbale 1939 |
| 19. | 29. ledna 1939    | Lima, Peru                 | Paraguay  | 2–0   | 3–0      | Mistrovství Jižní Ameriky ve fotbale 1939 |
| 20. | 23. února 1941    | Santiago de Chile, Chile   | Ekvádor   | 1–0   | 4–0      | Mistrovství Jižní Ameriky ve fotbale 1941 |
| 21. | 23. února 1941    | Santiago de Chile, Chile   | Ekvádor   | 2–0   | 4–0      | Mistrovství Jižní Ameriky ve fotbale 1941 |
| 22. | 23. února 1941    | Santiago de Chile, Chile   | Ekvádor   | 4–0   | 4–0      | Mistrovství Jižní Ameriky ve fotbale 1941 |
| 23. | 21. ledna 1942    | Montevideo, Uruguay        | Brazílie  | 1–2   | 1–2      | Mistrovství Jižní Ameriky ve fotbale 1942 |
| 24. | 25. ledna 1942    | Montevideo, Uruguay        | Argentina | 1–1   | 1–3      | Mistrovství Jižní Ameriky ve fotbale 1942 |